# Étienne Arnaud
Pour les articles homonymes, voir Arnaud.
Étienne Arnaud, né le 4 septembre 1879 à Villeneuve-lès-Béziers et mort le 10 mars 1955  en son domicile dans le 19e arrondissement de Paris, est un auteur de théâtre, scénariste et réalisateur français.

## Biographie
Considéré comme l'un des pionniers du cinéma français, Étienne Arnaud a participé dans une soixantaine de films et a beaucoup collaboré avec Émile Cohl et Louis Feuillade, deux autres précurseurs.
Il écrit également pour le théâtre, avec André Heuze et Pierre Jalabert. En 1913, il écrit avec ce dernier deux pièces de théâtre : La Belle au bois s'est rendormie, en 1910 et La Veillée rouge, dont la première est jouée au Théâtre du Palais-Royal le 20 mai 1913. Les critiques parues dans les journaux après la représentation sont chaleureuses. Il fait partie du Groupe de Béziers, un ensemble d'auteurs qui animent l'activité littéraire régionale, dont partie également partie Ernest Gaubert, Pierre Hortala et Pierre Jalabert.
Il est inhumé au cimetière de la Villette (5e division).

## Filmographie

### Réalisateur
- 1905 : Arrêtez mon chapeau!- court métrage -
- 1907 : Barbe-Bleue, film muet  sorti en 1907[8]
- 1908 : Le Ski - court métrage -
- 1908 : Le secret du glacier - court métrage -
- 1908 : Le mouton enragé (avec Émile Cohl) - court métrage -
- 1908 : Le miracle des roses (avec Émile Cohl) - court métrage -
- 1908 : Le Korrigan - court métrage -
- 1908 : Le dévouement d'un interne - court métrage -
- 1908 : La course aux potirons (avec Émile Cohl) - court métrage -
- 1908 : Incognito - court métrage -
- 1909 : Hôtel du silence - court métrage -
- 1909 : Soyons donc sportifs (avec Émile Cohl) - court métrage -
- 1909 : La valise diplomatique (avec Émile Cohl) - court métrage -
- 1909 : Clair de lune espagnol (avec Émile Cohl)
- 1909 : L'omelette fantastique (avec Émile Cohl) - court métrage -
- 1909 : L'éventail animé (avec Émile Cohl) - court métrage -
- 1909 : La mort de Mozart (avec Louis Feuillade) - court métrage -
- 1909 : Une femme pour deux maris
- 1909 : Moderne école (avec Émile Cohl) - court métrage -
- 1909 : Les deux devoirs - court métrage -
- 1909 : Le rêve d'amour
- 1909 : Le génie des ruines de Fréjus - court métrage -
- 1909 : Le collier de la reine - court métrage -
- 1909 : La tirelire solide
- 1909 : La princesse d'Ys
- 1909 : La fiancée du pion
- 1910 : Amphitryon - court métrage -
- 1910 : Benvenuto Cellini (avec Louis Feuillade) - court métrage -
- 1910 : Le roi de Thulé (avec Louis Feuillade) - court métrage -
- 1910 : Robert le diable
- 1910 : La Fin de Paganini - court métrage -
- 1911 : André Chénier (avec Louis Feuillade) - court métrage -
- 1912 : The Guardian Angel - court métrage -
- 1912 : Bridge - court métrage -
- 1912 : The Letter with the Black Seals - court métrage -
- 1912 : The White Aprons - court métrage -
- 1912 : Little Hands - court métrage -
- 1912 : Oh, You Ragtime! - court métrage -
- 1912 : The Legend of Sleepy Hollow - court métrage -
- 1912 : Revenge of the Silk Masks - court métrage -
- 1912 : Saved from the Titanic - court métrage -
- 1912 : Chamber of Forgetfulness - court métrage -
- 1912 : The High Cost of Living - court métrage -
- 1912 : The Holy City - court métrage -
- 1912 : Daddy - court métrage -
- 1912 : Robin Hood - court métrage -
- 1912 : Filial Love - court métrage -
- 1912 : Caprices of Fortune - court métrage -
- 1913 : A Tammany Boarder - court métrage -
- 1913 : The Spectre Bridegroom - court métrage -
- 1913 : Oh! You Rubber! - court métrage -
- 1913 : Roaring Bill - court métrage -
- 1913 : Trouble on the Stage! - court métrage -
- 1913 : Loaded - court métrage -
- 1913 : Apply to Janitor - court métrage -
- 1914 : Cue and Miss Cue - court métrage -
- 1914 : The Snake Charmer - court métrage -
- 1914 : An Enchanted Voice - court métrage -
- 1914 : Valentine's Day - court métrage -
- 1914 : The Electric Girl - court métrage -
- 1914 : Duty - court métrage -
- 1914 : The Dancer and the King

### Scénariste
- 1937 : La Fille de la Madelon
- 1938 : Ceux de demain